# Happy Days (musikalbum)
Happy Days är ett studioalbum av den svenska pop- och gospelsångerskan Carola Häggkvist, släppt 1985 på Bert Karlssons skivbolag Mariann Music.

## Låtlista
1. "Sometimes When We Touch"
2. "Om du törs" ("Push Just a Little Bit Harder")
3. "Butterfly" ("Som en fjäril")
4. "Säg mig var vi står" ("Why Tell Me Why")
5. "Albatross"
6. "Hunger"
7. "Tokyo"
8. "Du lever inom mig"
9. "I en sommarnatt"
10. "Let There Be Love" ("Ännu en dag")
11. "Gospelmedley" (live)
  1. "Oh Happy Day"
  2. "Put Your Hand in the Hand"
  3. "I'm Gonna Keep on Singin'"
  4. "Wooden Heart" ("Muss i denn")
12. "Elvismedley" (live)
  1. "Love Me Tender" ("Aura Lee")
  2. "Are You Lonesome Tonight?"
  3. "I Just Can't Help Believing"
  4. "Can't Help Falling in Love"
13. "What a Feeling" (live)
14. "Fame" (live)

### Fotnoter
1. ↑  ”Svensk mediedatabas”. http://smdb.kb.se/catalog/id/001890422. Läst 2 juni 2011.